# Turó de la Vinya Vella
El Turó de la Vinya Vella és una muntanya de 736 metres que es troba al municipi de Santa Maria de Miralles, a la comarca de l'Anoia.